# Конкордия (футбольный клуб, Загреб)
«Конкордия» (хорв. Hrvatski športski klub Concordia) — не существующий в настоящее время хорватский футбольный клуб из города Загреб. Двукратный чемпион Югославии, и чемпион Хорватии.

## История
Клуб основан 10 октября 1906 года под именем «Среднешкольски спортски клуб». В 1912 году «Конкордия» стала вице-чемпионом первого (и единственного на долгие годы) чемпионата Хорватии. С 1930 по 1938 годы клуб выступал в чемпионате Королевства Югославии, и дважды, в сезонах 1930 и 1931/32 становился чемпионом Югославии. Во время второй мировой войны «Конкордия» выступала в чемпионате Хорватии, и стала чемпионом Хорватии в сезоне 1942 года. После второй мировой войны клуб, как и его основные соперники клубы «Граждянски» и «ХАШК», был распущен и на основе этих клубов был создан клуб «Динамо». Также на остатках клуба в 1945 году был создан клуб «Зелени 1906».

## Достижения
- Чемпионат Хорватии по футболу: 
  - Золото (1): 1942.
  - Серебро (1): 1912.
  - Бронза (2): 1940/41, 1943.
- Чемпионат Королевства Югославия: 
  - Золото (2): 1930, 1931/32.
  - Серебро (1): 1930/31.
- Кубок Хорватии по футболу: 
  - Финалист (1): 1941.